# Hurley (Wisconsin)
Hurley település az Amerikai Egyesült Államok Wisconsin államában, Iron megyében, melynek megyeszékhelye is. Lakosainak száma 1558 fő (2020. április 1.).

## Népesség
A település népességének változása:

| 2010 | 1 547 |
| 2020 | 1 558 |